# Vallonia terraenovae
Vallonia terraenovae är en snäckart som beskrevs av Gerber 1996. Vallonia terraenovae ingår i släktet Vallonia och familjen grässnäckor. Inga underarter finns listade i Catalogue of Life.